# Azanus sitalces
Azanus sitalces är en fjärilsart som beskrevs av Paul Mabille 1900. Azanus sitalces ingår i släktet Azanus och familjen juvelvingar. Inga underarter finns listade i Catalogue of Life.